# Pierwszy śnieg (film 2017)
Pierwszy śnieg (ang. The Snowman) – brytyjsko-amerykańsko-szwedzki film kryminalny z 2017 roku w reżyserii Tomasa Alfredsona, zrealizowany na podstawie powieści pod tym samym tytułem autorstwa Jo Nesbø. Zdjęcia do filmu kręcono w Oslo i Bergen.

## Fabuła
Akcja toczy się w Oslo i okolicach miasta. Komisarz Harry Hole prowadzi śledztwo w sprawie seryjnego mordercy, którego ofiarami są zamężne kobiety. Jednocześnie w pobliżu miejsc zbrodni pojawia się ulepiony ze śniegu bałwan. Głównemu bohaterowi udaje się powiązać prowadzoną sprawę z niewyjaśnionymi śledztwami sprzed lat.

## Obsada
- Michael Fassbender – detektyw Harry Hole
- Rebecca Ferguson – Katrine Bratt
- Charlotte Gainsbourg – Rakel Fauke
- Val Kilmer – Gert Rafto
- J.K. Simmons – Arve Støp
- Toby Jones – śledczy Svenson
- Adrian Dunbar – Frederick Aasen
- David Dencik – Idar Vetlesen
- Ronan Vibert – DCI Gunnar Hagen.
- Chloë Sevigny – Sylvia Ottersen / Ane Pedersen
- James D’Arcy – Filip Becker
- Genevieve O’Reilly – Birte Becker
- Peter Dalle – Jonas Lund-Helgesen
- Jamie Clayton – Edda
- Jakob Oftebro – Magnus Skarre
- Jonas Karlsson – Mathias Lund-Helgesen
- Sofia Helin – Sarah Kvensland
- Dinita Gohil – Linda

## Odbiór

### Box office
Budżet filmu jest szacowany na 35 milionów dolarów. W Stanach Zjednoczonych i w Kanadzie film zarobił 6,7 mln USD. W innych krajach przychody wyniosły 36,4 mln, a łączny przychód 43,1 mln dolarów.

### Krytyka w mediach
Film spotkał się z negatywną reakcją krytyków. W serwisie Rotten Tomatoes 6% ze 201 recenzji jest pozytywne, a średnia ocen wyniosła 3,2/10. Na portalu Metacritic średnia ocen z 38 recenzji wyniosła 23 punktów na 100.